# 12679 Jamessimpson
12679 Jamessimpson è un asteroide della fascia principale. Scoperto nel 1981, presenta un'orbita caratterizzata da un semiasse maggiore pari a 2,9189078 au e da un'eccentricità di 0,0603446, inclinata di 0,74272° rispetto all'eclittica.